# Mašina vremeni
Mašina vremeni (rusky: Машина времени, v překladu: Stroj času) je ruská rocková skupina, která vznikla v roce 1969 a působí doposud. Patří k průkopníkům rocku v Sovětském svazu a je nejstarší stále fungující ruskou rockovou kapelou. Bývá řazena ke klasickému rokenrolu či hard rocku, do své hudby ale integrovala i prvky blues a ve svých počátcích i progresivního rocku. 
Hlavní osobností skupiny je Andrej Makarevič, zakladatel, zpěvák a autor většiny skladeb. Až roku 1979 skupina podepsala smlouvu s agenturou Roskoncert a „zoficiálnila“ se. Mohla pak vydat své první album nazvané Malenkij princ. Další alba pak přišla až za perestrojky. 
Během let 2013–2015 frontman Andrej Makarevič několikrát odsoudil ruskou vojenskou intervenci na Krymu a na východní Ukrajině a zahrál dokonce ukrajinským dětem v části východní Ukrajiny kontrolované ukrajinskou armádou. Prokremelský deník Izvestija ho pak označil za „kolaboranta s fašisty“. Posléze vyšlo najevo, že tyto Makarevičovy postoje vedly uvnitř kapely k rozkolu.
Po anexi Krymu a zahájení bojů na východě Ukrajiny v roce 2014 napsal Makarevič píseň Maja strana sašla s uma (Moje země se zbláznila) a účastnil se protiválečných shromáždění. Prorežimní politici usilovali o to, aby mu stát coby „zrádci národa“ odebral vyznamenání, které dostal mj. od prezidenta Putina. Byl také označen jako tzv. „zahraniční agent“. Po invazi Ruska na Ukrajinu v únoru 2022 Makarevič Rusko opustil.